# Хохлатый бронзовокрылый голубь
Хохлатый бронзовокрылый голубь (лат. Ocyphaps lophotes) — вид птиц семейств голубиных. Образует монотипический род хохлатых бронзовокрылых голубей (Ocyphaps), иногда включается в род Geophaps.

## Описание
Длина хохлатого голубя варьируется от 30 до 34 см. Окраска серая с оттенками коричневого и зелёного. На макушке тонкий с оперением чёрный шип. На крыльях имеются чёрные и бронзовые полосы, а основные перья имеют области коричневого, пурпурного, синего и зелёного цветов. Молодые птицы имеют более тусклый окрас, без бронзового оттенка на крыльях. Самцы и самки имеют одинаковое оперение
.

## Распространение и среда обитания
Хохлатых бронзовокрылых голубей можно встретить на небольших лесных лугах как в сельских, так и в городских районах, но их также можно увидеть на водотоках, в приусадебных садах, на пастбищах. Их среда обитания быстро расширилась, так как поселения создали пастбищные земли.
Данный вид широко распространён по всей материковой части Австралии (ранее были найдены только во внутренних районах и в Западной Австралии), кроме тропических областей.

## Размножение
Размножаются круглый год, но чаще в тёплые месяцы. Самцы подходят к самкам и начинают сложный брачный танец; они покачиваются своим телом вверх и вниз, открывая и закрывая крылья, как веер, при каждом покачивании. Если самка заинтересована, она обычно остаётся неподвижной по мере приближения самца.

### Гнездо
Гнездование обычно происходит в кустарниках или на деревьях. Гнездо обычно состоят из площадки, которая построена из прутьев. Откладывают два овальных белых глянцевых яйца. Птенцы обычно вылупляются через 3 недели после того, как были отложены яйца. Оба родителя насиживают яйца.